# Rin Usami
Rin Usami (宇佐見 りん, Usami Rin, née le 16 mai 1999) est une écrivaine japonaise.

## Carrière
Rin Usami naît à Numazu (Shizuoka) et grandit dans la préfecture de Kanagawa. Elle publie son premier roman, Kaka (かか), en 2019, et obtient deux prix pour cette œuvre : le prix Bungei et le prix Mishima Yukio, dont elle devient la plus jeune lauréate. Son deuxième roman, Idol (推し、燃ゆ, Oshi, moyu), obtient le 164e prix Akutagawa. Ce roman est traduit dans plusieurs langues dont le français.